# Buttermere (Cumbria)
Buttermere ist ein Ort und eine civil parish im Lake District, Cumbria, England. Die civil parish hat 127 Einwohner (2001). Der Ort liegt auf einer Landbrücke zwischen den beiden Seen Buttermere und Crummock Water, die einmal ein See waren und deren heutige kurze Flussverbindung als Buttermere Dubs bezeichnet wird.
Im Südwesten des Ortes liegt der Red Pike und im Nordosten der Wandope und der Crag Hill sowie der Robinson. Von Buttermere führt eine Straße zwischen dem Wandope und dem Crag Hill auf der nördlichen Seite sowie dem Robinson auf der südlichen Seite über den Newlands Pass nach Keswick.
Der Mill Beck fließt durch Buttermere und mündet nordwestlich des Ortes in Crummock Water.
An den Autor Alfred Wainwright erinnert eine Tafel in der St James’ Kirche von Buttermere. Wainwrights letzte Ruhestätte am Innominate Tarn auf dem Haystacks ist von hier aus sichtbar.
Der Scale Force Wasserfall oberhalb von Crummock Water ist von Buttermere aus zu erreichen.

## Bekannte Einwohner
Mary Robinson (1778–1837), Tochter des Wirtes des Fish Inn in Buttermere, die als Maid of Buttermere bekannt wurde und deren Geschichte unter anderem von dem Lake Poet William Wordsworth in seinem Gedicht The Prelude verarbeitet wurde.